# Sankt Andrä
Sankt Andrä (informalmente Sankt Andrä im Lavanttal) è un comune austriaco di 10 061 abitanti nel distretto di Wolfsberg, in Carinzia; ha lo status di città (Stadtgemeinde). Tra il 1850 e il 1875 ha inglobato i comuni soppressi di Eitweg, Fischering e Gemmersdorf, durante la Seconda guerra mondiale quello di Pölling e il 1º gennaio 1973 quelli di Maria Rojach e Schönweg e parte del territorio di Granitztal, Sankt Georgen im Lavanttal, Sankt Marein, Sankt Paul im Lavanttal e Sankt Stefan im Lavanttal.
Dal 1228 al 1857 fu sede della diocesi di Lavant, in seguito divenuta l'attuale arcidiocesi di Maribor in Slovenia (dal 1857 questo centro è parte della diocesi di Gurk).